# Himmacia diligenda
Himmacia diligenda är en fjärilsart som beskrevs av Edward Meyrick 1928. Himmacia diligenda ingår i släktet Himmacia och familjen plattmalar. Inga underarter finns listade i Catalogue of Life.